# 토요타 bZ3X
토요타 bZ3X(영어: Toyota bZ3X, 중국어 간체자: 铂智3X, 병음: Bózhì 3X, 직역: Platinum 3X)는 토요타 자동차의 중국 합작법인인 GAC 토요타를 통해 2024년부터 생산 중인 배터리 전기 크로스오버 SUV이다.